# Grupo de Artillería de Sistemas de Lanzadores Múltiples 601

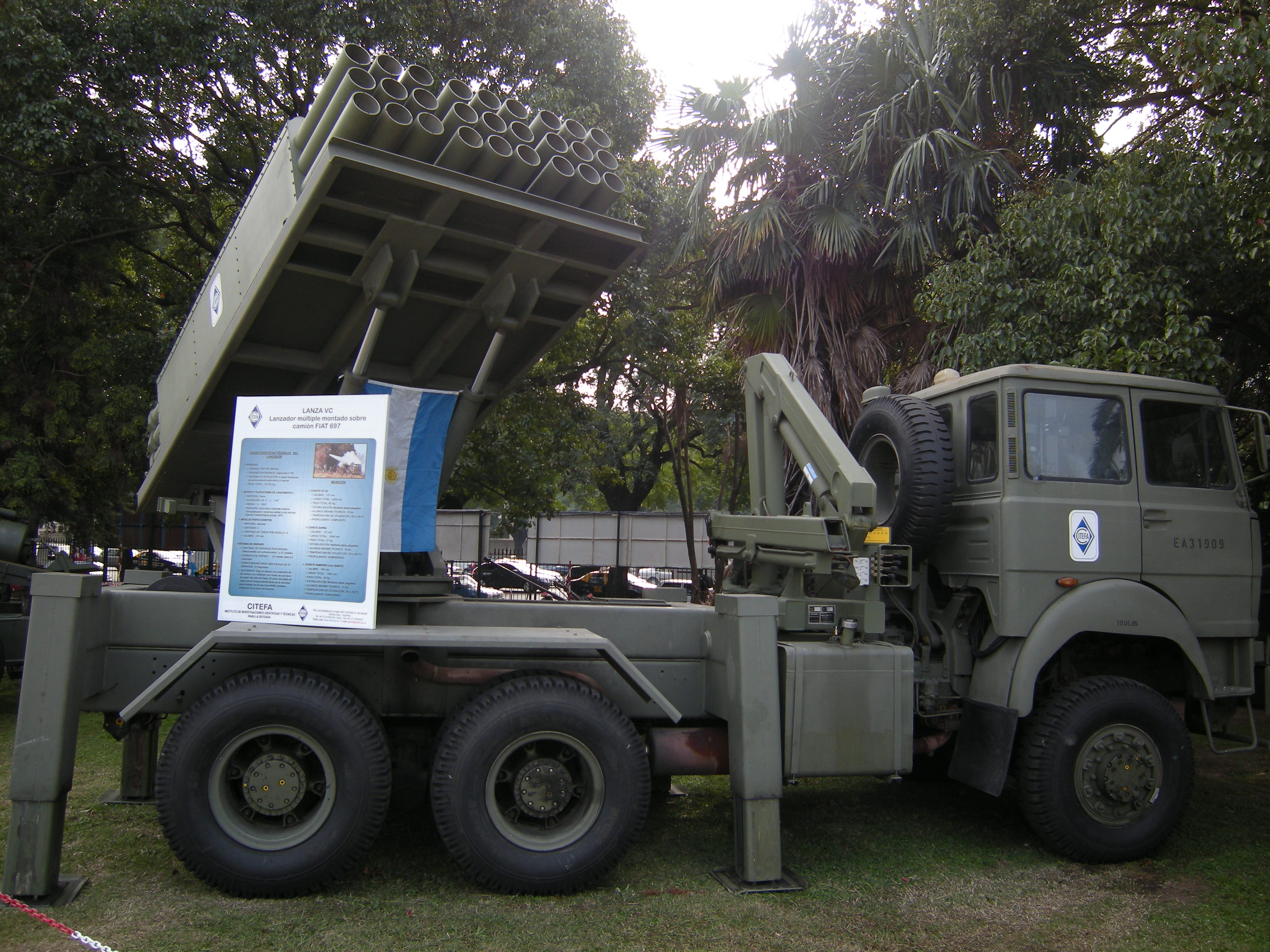
Lanzacohetes CP-30 en Tecnópolis en el año 2009

El Grupo de Artillería de Sistemas de Lanzadores Múltiples 601 (GASLM 601) es una unidad del Arma de Artillería del Ejército Argentino perteneciente a la Agrupación de Artillería de Campaña 601. Desde noviembre de 2019 su asiento de paz es la ciudad de San Luis, luego de su traslado desde Junín en la provincia de Buenos Aires.

Esta unidad fue creada el 4 de diciembre de 2010, en el Día del Arma de Artillería, y dos años después, fue dotada de los primeros cuatro lanzacohetes múltiples CP-30 de fabricación nacional montados sobre camiones Iveco Trakker. De los cuales se habrían construido 16 más para completar un lote de 20 unidades aunque solo se concretaron 4 unidades y 1 prototipo. La unidad está desarrollando sus capacidades desde entonces para adiestrarse en el nuevo equipo y cumplir sus tareas.
En 2019 dejó de integrar la X Brigada Mecanizada y pasó a integrar la Agrupación de Artillería de Campaña 601.